# Терский сельсовет (Красноярский край)
Терский сельсовет — сельское поселение в Канском районе Красноярского края.
Административный центр - посёлок Красный Маяк.

## Население
| 2010 | 2012  | 2013  | 2014  | 2015  | 2016  | 2017  |
| ---- | ----- | ----- | ----- | ----- | ----- | ----- |
| 2445 | ↘2379 | ↘2342 | ↗2365 | ↘2340 | ↗2345 | →2345 |

## Состав сельского поселения
В состав сельского поселения входят 7 населённых пунктов:
| № | Населённый пункт | Тип населённого пункта          | Население |
| - | ---------------- | ------------------------------- | --------- |
| 1 | Бошняково        | посёлок                         | ↗414      |
| 2 | Комарово         | деревня                         | ↘155      |
| 3 | Красный Маяк     | посёлок, административный центр | 1134      |
| 4 | Михайловка       | деревня                         | ↘23       |
| 5 | Петрушки         | деревня                         | ↘115      |
| 6 | Сухая Речка      | посёлок                         | 302       |
| 7 | Терское          | деревня                         | ↘302      |

## Местное самоуправление
Терский сельский Совет депутатов
Дата избрания: 14.03.2010. Срок полномочий: 5 лет. Количество депутатов:  10
Главы сельсовета
- с 14 марта 2010 года - Кипель Николай Жоржевич
- с 25 января 2015 года - Голоденко Владислав Павлович[8]